# دریفترز
دریفترز (به انگلیسی: The Drifters) نام یک گروه باسابقهٰ آفریقایی-آمریکایی آوازه‌خوان دو واپ/آراندبی است که اوج شهرت آنان در فاصلهٰ سال‌های ۱۹۵۳ تا ۱۹۶۲ بود؛ گرچه بعضی از اعضای دریفترز تا زمان حال نیز به اجرا می‌پرداخته‌اند. کلاید مک‌فتر (از بیلی وارد و دامینوز) بانی اصلی این گروه در سال ۱۹۵۳بود. به نقل از مجلهٰ رولینگ استون، دریفترز به دلیل این که مبلغ ناچیزی از سوی مدیریت دریفترز به موسیقی‌دانان اجاره‌ای آن داده می‌شد ناپایدارترین گروه آوازه‌خوان بود.
وبگاه تردول دریفترز بیان کرده است که ۶۰ خواننده در طی تاریخچهٰ تردول دریفترز کار کرده‌اند. گروه‌های باقی‌ماندهٰ متعددی نیز به این عدد افزوده می‌شوند. با این وجود دو اتحاد مجدد دریفترز قابل توجه هستند. گروه کلاسیک دریفترز شکل‌گرفته به وسیلهٰ کلاید مک‌فتر که با عنوان دریفترز یا دریفترز اصلی به تالار شهرت وکل گروپ معرفی شدند. دومین دریفترها شکلٰگرفته به وسیلهٰ تردول با حضور بن ای. کینگ به طور جداگانه با عنوان بن ای. کینگ و دریفترز به تالار شهرت وکل گروپ معرفی شدند.